# Grönryggig visslare
Grönryggig visslare (Pachycephala albiventris) är en fågel i familjen visslare inom ordningen tättingar.

## Utseende och läte
Grönryggig visslare är en rätt liten visslare, med olivgrönt på huvud, rygg, vingar och stjärt. Bröstet är grått, med något streckad strupe, vitaktig buk och ljusgult under stjärten. Näbben är relativt tjock. Sången är typisk för visslare, en melodi innehållande några explosiva, stigande "whip!" eller fallande "piuu!".

## Utbredning och systematik
Fågeln förekommer i norra Filippinerna på öarna Luzon och Mindoro. Den behandlas antingen som monotypisk eller delas in i tre underarter med följande utbredning:
- Pachycephala albiventris albiventris – norra Luzon
- Pachycephala albiventris crissalis – centrala och södra Luzon
- Pachycephala albiventris mindorensis – Mindoro

## Status
Grönryggig visslare har ett relativt begränsat utbredningsområde. Den tros även minska i antal. IUCN kategoriserar ändå arten som livskraftig.